# Ariel Sharón
Ariel Sharón (en hebreo: אֲרִיאֵל שָׁרוֹן‎, conocido también por su apodo 'Árik'; Kfar Malal, 26 de febrero de 1928 - Ramat Gan, 11 de enero de 2014) fue un militar, político y estadista israelí que ejerció como el 11.º primer ministro de Israel de 2001 a 2006.
Sharón fue comandante en las Fuerzas de Defensa de Israel desde su creación en 1948, como oficial paracaidista. Tuvo una prominente participación en la Guerra de Independencia de Israel, convirtiéndose en comandante de pelotón de la Brigada Alexandroni. Sharón fue un actor fundamental en la creación de la Unidad 101 para llevar a cabo las operaciones de represalia en respuesta a los constantes ataques de los fedayines palestinos. Sharón también tuvo una destacada participación en la Guerra del Sinaí, la Guerra de los Seis Días, la Guerra de Desgaste y la guerra de Yom Kipur.
Ariel Sharon fue considerado el mejor comandante de campo en la historia de Israel y uno de sus más grandes estrategas militares. Después de la Batalla de Abu-Ageila en la península del Sinaí durante la Guerra de los Seis Días y el cerco al Tercer Ejército egipcio en la guerra de Yom Kipur, la opinión pública israelí lo apodó como «El rey de Israel».
Luego de retirarse del ejército comenzó su carrera política, ocupó varios puestos ministeriales en los gobiernos del partido Likud de 1977 a 1992 y de 1996 a 1999. En 1983 fue hallado por la Comisión Kahan responsable indirecto de la masacre de Sabra y Chatila de 1982, en la que cientos de refugiados palestinos fueron asesinados por falangistas cristianos libaneses, siendo obligado a dimitir como Ministro de Defensa. Se convirtió en líder del Likud en el año 2000 y fue primer ministro de Israel de 2001 al 2006.
Desde los años 70 y hasta los 90, Sharon impulsó la construcción de asentamientos israelíes en Cisjordania y Gaza. Sin embargo, como primer ministro, de 2004 al 2005 ideó y llevó a cabo el Plan de retirada unilateral israelí de la Franja de Gaza. A causa de la retirada de Gaza se enfrentó a una fuerte oposición interna dentro del Likud, por lo cual en noviembre del 2005 se retiró de este y formó un partido nuevo, Kadima. Se estimaba que iba a ganar las siguientes elecciones y muchos interpretaban que iba a sacar a Israel de la mayoría de Cisjordania en una serie de retiradas unilaterales. Luego de sufrir un infarto cerebral en enero del 2006, Sharon permaneció en estado vegetativo hasta su muerte en enero de 2014.

## Nacimiento

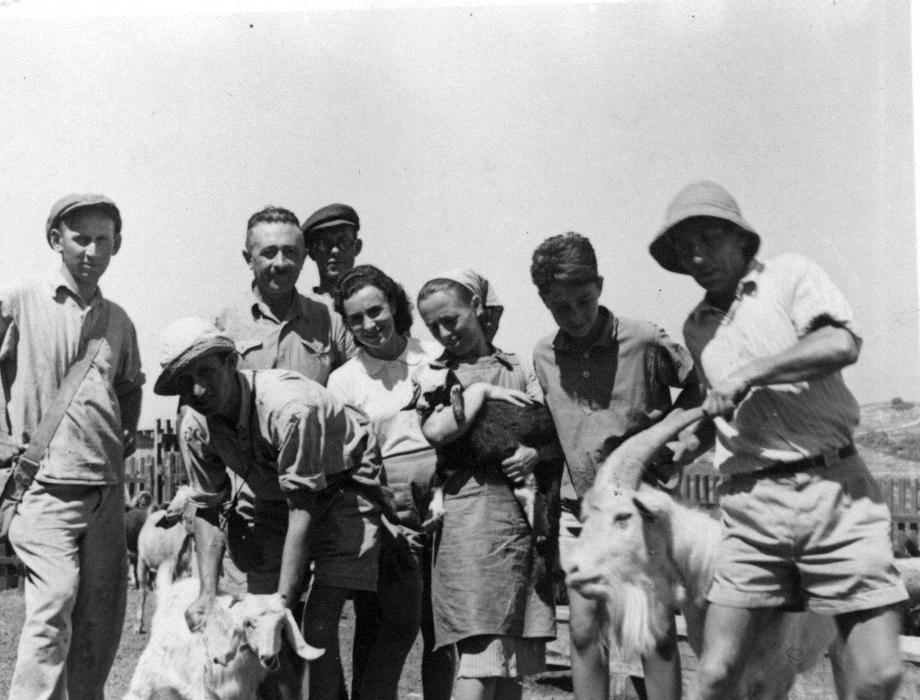
Ariel Sharón a la edad de 14 años (segundo desde la derecha).

Ariel Sharón nació el 26 de febrero de 1928 en Kfar Malal, un moshav agrícola, en el entonces mandato británico, (con el apellido Scheinermann, que luego hebraizó por Sharón) hijo de Shmuel Scheinermann (1896-1956) de Brest-Litovsk y Vera (née Schneirov) (1900-1988) de Mogilev. Sus padres se conocieron mientras estudiaban en la universidad en Tiflis, República de Georgia, donde el padre de Sharón estudiaba agronomía y su madre estudiaba medicina. Su padre y su madre eran de ascendencia germano-polaca y bielorrusa, respectivamente. Emigraron a Palestina en 1922 a raíz de la creciente persecución de los judíos en la región por parte del gobierno comunista ruso.
La familia llegó con la Tercera Aliyá y se estableció en Kfar Malal, una comunidad socialista y secular. (El propio Ariel Sharon permanecería orgullosamente secular durante toda su vida.) Aunque sus padres eran partidarios de Mapai, no siempre aceptaban el consenso comunitario: «El eventual ostracismo de los Scheinerman ... siguió al asesinato de Haim Arlozoroff en 1933 cuando Dvora y Shmuel se negaron a respaldar la calumnia antirrevisionista del movimiento obrero y participar en mítines de vilipendio público al estilo bolchevique, entonces a la orden del día. La retribución no tardó en llegar. Fueron expulsados de la clínica local, del fondo de salud y de la sinagoga del pueblo. El camión de la cooperativa no hacía entregas a su granja ni recogía productos».

## Inicio de la carrera militar

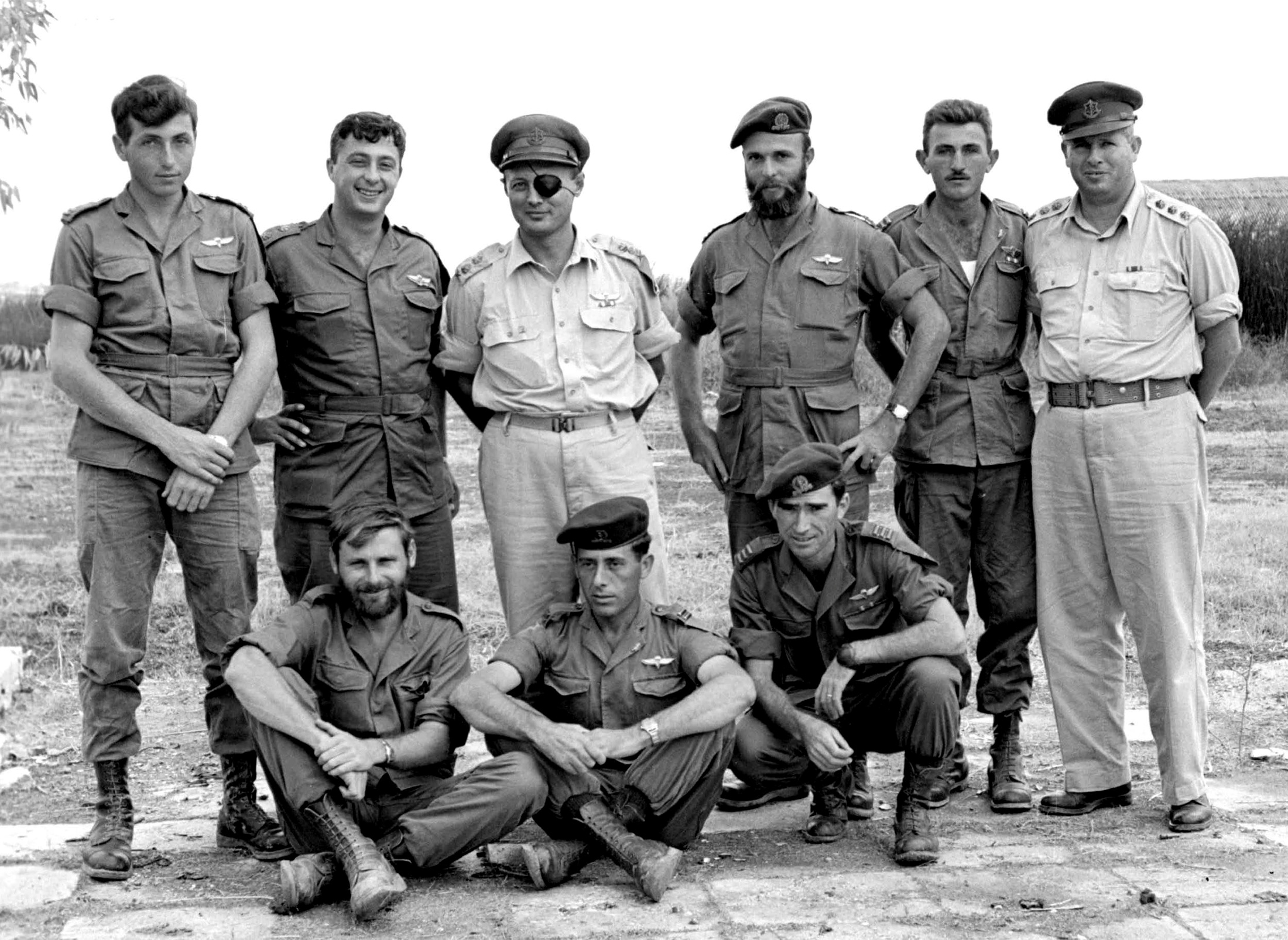
Sharón, segundo desde la izquierda, con miembros de la Unidad 101 después de la Operación Egged (noviembre de 1955). De pie i. a d.: teniente Meir Har-Zion, mayor Arik (Ariel) Sharón, teniente general Moshe Dayan, capitán Dani Matt, teniente Moshe Efron, mayor general Asaf Simchoni; sentados, i. a d.: capitán Aharon Davidi, teniente Ya'akov Ya'akov, capitán Rafael Eitan.

A los 14 años se alistó en la Haganá. A los 20 años, en 1948, comandó una compañía de infantería en la Brigada Alexandroni durante la Guerra de Independencia de Israel, resultando gravemente herido en la segunda batalla de Latrún (1948). Siguió en la carrera militar, siendo nombrado comandante de compañía en 1949 y oficial de inteligencia en 1951, año en el que se retiró para cursar estudios de «Historia y Cultura de Oriente Próximo».
En 1953 se constituyó la unidad de comandos y fuerzas especiales Unidad 101 y Sharón regresó de nuevo al Ejército israelí para comandar la unidad. Esta unidad llevaba a cabo operaciones de castigo colectivo y represalia contra ciudadanos palestinos en respuesta a los ataques de los fedayines palestinos contra civiles en Israel. La unidad estaba armada principalmente con cuchillos de combate y armas de fuego, y tenía la tarea de llevar a cabo operaciones de represalia y castigo colectivo en pueblos y ciudades árabes, maniobrando con unidades pequeñas y utilizando tácticas de ataque e infiltración. Tras llevar a cabo una matanza en la aldea palestina de Qibya en la que el Tzahal mató a un número indeterminado de civiles palestinos, la unidad 101 se integró en la brigada 202 de paracaidistas. Posteriormente, Sharón recibió el mando de esta brigada de combate.

## La guerra de Suez
Como respuesta a la nacionalización del canal de Suez en 1956 por Gamal Abdel Nasser, estalla la guerra de Suez, en la que Sharón comanda la brigada 202 de paracaidistas. La brigada fue desplegada, tanto mediante lanzamiento desde aviones como por transporte terrestre, cerca del Paso de Mitla. Las órdenes de Sharón prohibían expresamente tomar dicho paso, aunque tras reiteradas consultas logró que se le permitiera enviar una fuerza de reconocimiento para comprobar si había tropas enemigas en dicho paso o no; esta fuerza de reconocimiento quedó atrapada bajo fuego enemigo y Sharón ordenó al resto de su brigada apoderarse del paso, dando lugar a uno de los enfrentamientos más sangrientos de toda la guerra.

## Consecuencias de la batalla del Mitla
Algunos subordinados acusaron a Sharón de enviar la fuerza de reconocimiento con el propósito de provocar el ataque egipcio y tener así una excusa para ocupar el paso. Independientemente de la validez de estas acusaciones, parece que los egipcios planeaban retirarse y, por lo tanto, Sharón podría haber tomado el paso sin coste alguno para sus tropas. Este incidente dañó la reputación de Sharón dentro del ejército, retrasando durante algunos años sus ascensos.
Sin embargo, al ser nombrado Isaac Rabin Jefe del Estado Mayor del ejército israelí, Sharón volvió a ascender, especialmente en la sección de entrenamiento del ejército, hasta alcanzar el grado de mayor general.

## La Guerra de los Seis Días

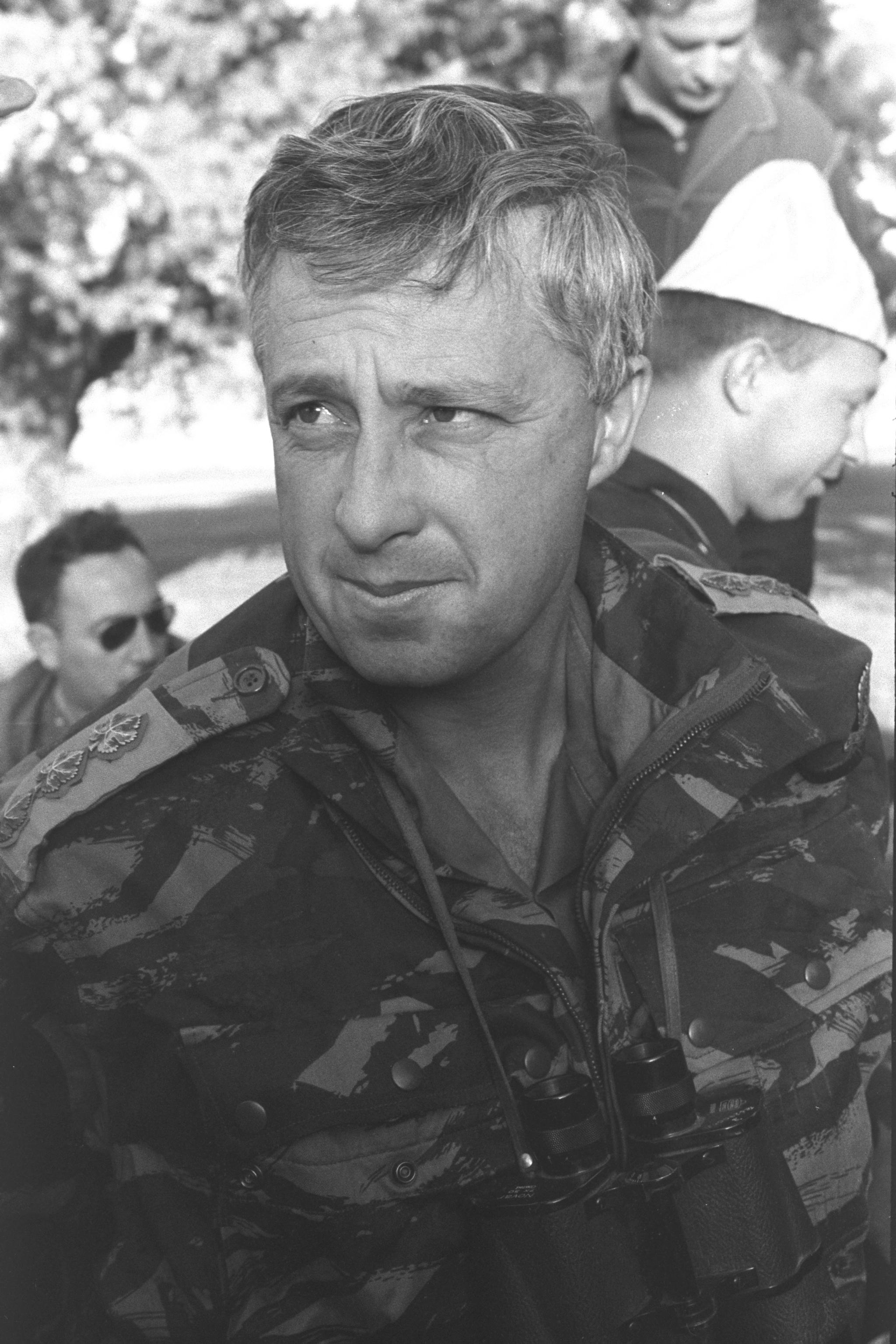
Ariel Sharón en el año 1964.

Durante la Guerra de los Seis Días, en 1967, Sharón comandó una de las tres divisiones (la 38.ª) del frente de Sinaí. Tras tomar en el segundo día de guerra el desfiladero de Jiradi y la localidad de Jan Yunis, dirigió sus fuerzas contra Umm Qatef, uno de los principales bastiones egipcios en la península del Sinaí, cuyas defensas había estudiado durante su etapa en la sección de entrenamiento del ejército. En Umm Qatef se libró una de las batallas de tanques más importantes de toda la guerra, durante la cual los egipcios perdieron 400 hombres entre prisioneros y muertos, frente a 41 israelíes prisioneros y 14 fallecidos.
Sus intentos por perseguir a las unidades egipcias en retirada durante el tercer día de guerra se vieron frustrados cuando sus tropas se cruzaron con otra de las tres divisiones israelíes del frente del Sinaí, la del general Yoffe.
En el cuarto día de guerra, último en el que se produjeron combates de importancia en la península del Sinaí, las unidades egipcias trataban de huir hacia la ribera occidental del Canal de Suez, ya que el alto mando israelí había ordenado a sus tropas no tomar el canal por miedo a que se repitiera la intervención conjunta anglo-francesa que acabó con la Guerra de Suez. La división de Ariel Sharón tendió varias emboscadas a dichas tropas egipcias, capturando a oficiales de alto rango.

## Interludio entre la Guerra de los Seis Días y la guerra de Yom Kipur
Después de la Guerra de los Seis Días, Sharón fue nombrado comandante del Frente Sur (o Frente Egipcio, o del Sinaí) en 1967. Algunas fuentes, como la BBC, sugieren que su siguiente promoción natural, la de jefe de Estado Mayor, fue denegada debido a las posiciones extremistas de Sharón y su comportamiento durante la ocupación de la Franja de Gaza y Cisjordania.[cita requerida] Sin ningún ascenso posible, Sharón se retiró del ejército y fue elegido miembro de la Knéset como diputado del Likud.

## La guerra de Yom Kipur

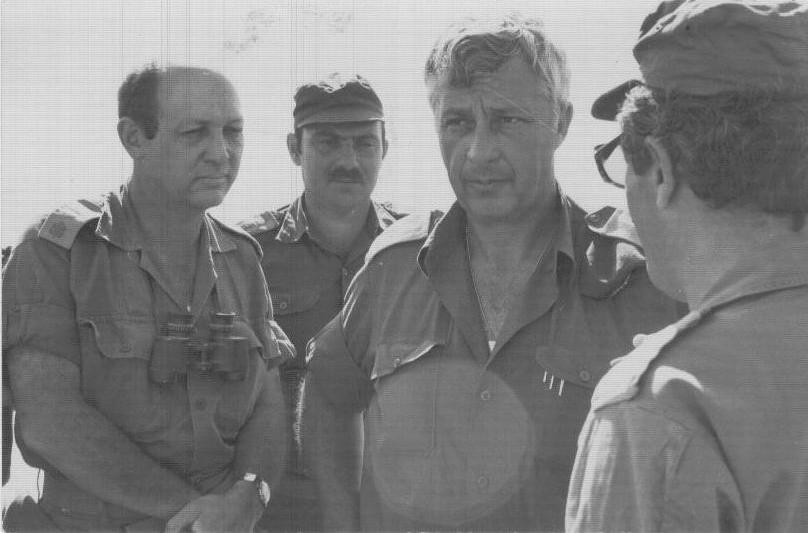
Ariel Sharón en el año 1973.

Sharón fue nuevamente llamado a filas al comienzo de la guerra de Yom Kipur en octubre de 1973. Durante esta guerra, se le encomendó el mando de una división de tanques de la reserva; sus fuerzas no combatieron directamente a los egipcios, pero localizaron una brecha en la línea de éstos, tras lo cual Sharón recibió la orden de aprovechar esa brecha para romper las líneas egipcias, cosa que hizo el 16 de octubre de 1973. Obviando los límites de las órdenes recibidas, Sharón usó su unidad para cortar los suministros del Tercer Ejército Egipcio, llegando a cruzar el Canal y a situarse a 101 kilómetros de la capital de Egipto, El Cairo, lo que forzó al Tercer Ejército a rendirse.

## Carrera política
Sharón fue llevado a un consejo de guerra por haber desobedecido sus órdenes, pero el tribunal juzgó que las acciones de Sharón habían sido efectivas militarmente, y, por tanto, no le impuso ninguna pena. Algunos israelíes consideran a Sharón un héroe de guerra por sus acciones durante esta guerra, ya que su intervención fue probablemente decisiva para la victoria en el frente sur. Sin embargo, sus posiciones políticas extremas y su constante insubordinación hicieron que fuera relevado del mando en 1974. En ese mismo año también renunció a su escaño por el Likud.
Tras su retiro forzoso, fundó un partido propio, Shlomtzión, que intentó fusionar tanto con el Partido Laborista (de izquierdas) como con el Shinui (centrista), al tiempo que desempeñaba el cargo de asesor de seguridad en el primer gobierno de Isaac Rabin. Tras el fracaso de estas dos uniones, se presenta en coalición con el Likud de Menájem Beguin, formando el primer gobierno conservador de la historia de Israel, durante el cual llegó a ser ministro de Agricultura y presidente de la Comisión Ministerial sobre los asentamientos, cargo desde el cual se haría famoso por su defensa de los derechos de los colonos israelíes. En 1981 cambió dicho cargo por el de ministro de Defensa, que ocupaba cuando en 1982 estalló la Guerra del Líbano.

## La guerra del Líbano

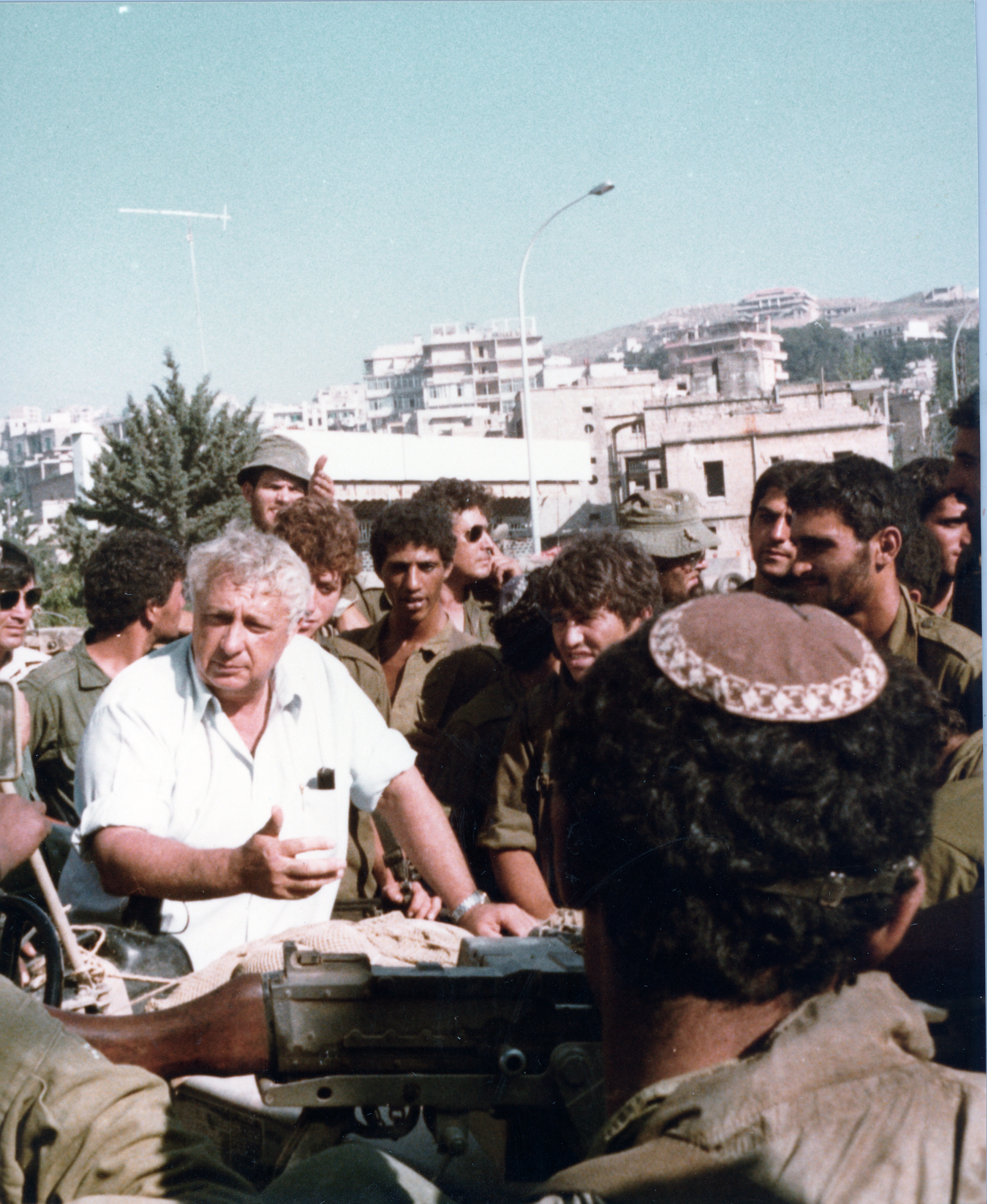
Ariel Sharón en el año 1982.

Durante la guerra del Líbano, siendo Sharón ministro de Defensa, se produjeron las matanzas de Sabra y Chatila, donde un número no determinado entre 460 y 3500 palestinos fueron torturados, violados y asesinados por las Falanges libanesas de Elie Hobeika. El Parlamento israelí (Knéset) constituyó una comisión para investigar esta matanza, la Comisión Kahan, que en sus conclusiones señaló a los cristianos falangistas como autores materiales de las muertes, pero imputaba a Israel una responsabilidad indirecta (como la de las autoridades rusas en los pogromos, dice el informe), por lo que recomendó el cese de Sharón como ministro al considerar que «faltó a sus obligaciones».

## Carrera política tras Sabra y Chatila

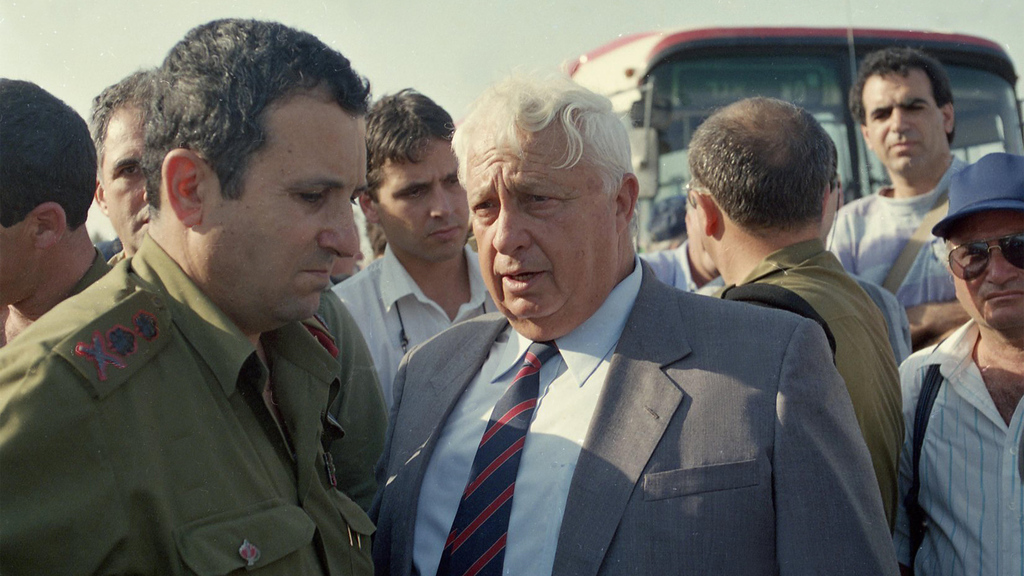
Ariel Sharón en el año 1991.

Una vez retirado de su cargo de ministro de Defensa, y ya bajo las órdenes del nuevo primer ministro, Isaac Shamir, Sharón fue ministro sin cartera (1983-1984), ministro de Comercio e Industria (1984-1990) y ministro de Vivienda (1990-1992), hasta el nuevo recambio de gobiernos y la asunción del laborista Isaac Rabin.
Sharón volvió al Gabinete de Ministros cuando el Likud, al mando de Benjamín Netanyahu, recuperó el poder en 1996, primero como titular de Infraestructura (1996-1998) y posteriormente de Asuntos Exteriores (1998-1999).

## La Intifada de Al-Aqsa
Tras la caída de Netanyahu, Sharón se convirtió en el líder del alicaído Likud, partido con el cual ganó las elecciones en el año 2001.
Tras una visita de Sharón a la Explanada de las Mezquitas o Monte del Templo, dio comienzo la Intifada de Al-Aqsa, que se atribuyó en un principio a dicha visita (la visita fue autorizada por Jibril Rajub, jefe de la Seguridad palestina en Cisjordania). Sin embargo, una comisión internacional, la Comisión Mitchell, encargada de estudiar los orígenes de la Intifada y de examinar los disturbios y la represión durante la visita de Sharón, llegó a la conclusión de que la visita no fue la razón de que empezara la Intifada de Al-Aqsa.

## Primer ministro de Israel (2001-2006)

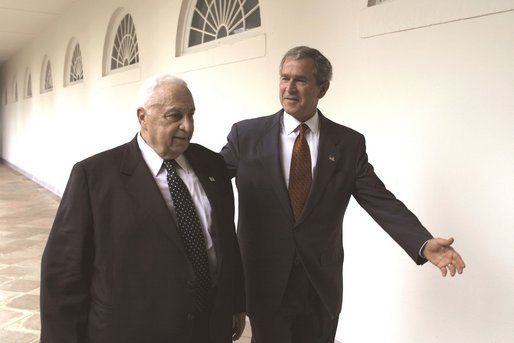
Ariel Sharón con George W. Bush en el año 2003.

Tras la caída de Ehud Barak, Ariel Sharón fue elegido primer ministro en el año 2001, revalidando su mandato en las elecciones del año 2003. En ambas ocasiones, carecía de los votos necesarios para formar gobierno en solitario, pero -como se acostumbra en la democracia israelí- pudo formar una coalición de gobierno de corte derechista, laica y neoliberal, que dio paso más tarde a un gobierno de coalición nacional con el Laborismo.
La decisión política más destacada de su gobierno fue la retirada unilateral de la Franja de Gaza, llevada a cabo en agosto de 2005, que contó con una oposición minoritaria aunque activa y ruidosa dentro de Israel, y que implicó el desalojo unilateral de los colonos israelíes residentes en el área. Por otra parte, prosiguió la planificación y construcción de la Barrera de defensa israelí o Muro de separación, una barrera en su mayoría de alambrada y en un diez por ciento de muro, según los distintos tramos de su recorrido, que separa a Israel de la mayor parte de los territorios palestinos de Cisjordania. Según el gobierno de Sharón, el muro fue uno de los principales motivos de la drástica disminución de las víctimas de atentados suicidas, al dificultar la infiltración de los terroristas al territorio israelí; mientras que el Tribunal de La Haya opinó, en un dictamen no vinculante, que la edificación de la barrera en el trazado elegido es contraria al derecho internacional y recomendó desmantelar los tramos al oriente de la «Línea Verde» por considerarlos como una apropiación indebida de territorio palestino. El gobierno de Sharón continuó con la controvertida política de sus precesores de «eliminaciones selectivas» (del hebreo סִכּוּל מְמֻקַּד, sikul memukad) de miembros de las organizaciones terroristas, incluyendo a los líderes del Hamás Ahmed Yassin y Abdel Aziz Rantisi.
A finales de noviembre de 2005, Sharón se vio obligado a disolver la Knéset cuando el nuevo líder laborista, Amir Péretz, retiró su apoyo a la coalición que le mantenía en el poder. La disolución de esta coalición y la radicalización del Likud, sobre todo debido a las presiones del líder del ala más derechista de la formación, Benjamín Netanyahu, provocaron que Sharón decidiese abandonar su partido, para crear una nueva formación de centro, denominada Kadima, a la que se han unido algunos ministros, diputados de todas las facciones y candidatos de todos los estamentos sociales.

## Enfermedad y muerte

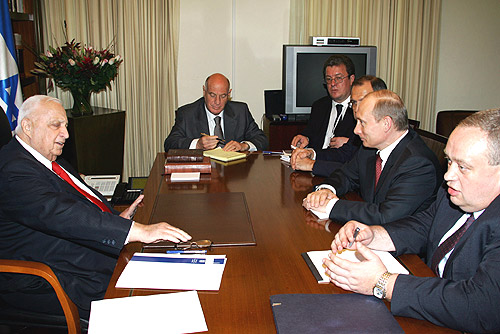
Ariel Sharón con Vladímir Putin en abril del año 2005.

Sharon había sido obeso desde la década de 1980 y también se sospechaba de hipertensión arterial crónica y colesterol alto: con una altura de 170 cm (5 pies 7 pulgadas), se decía que pesaba 115 kg (254 lb). Las historias sobre el apetito y la obesidad de Sharon eran legendarias en Israel. A menudo bromeaba sobre su amor por la comida y su gran perímetro abdominal. Según los informes, el coche de su personal estaría abastecido con bocadillos, vodka y caviar. En octubre de 2004, cuando se le preguntó por qué no llevaba un chaleco antibalas a pesar de las frecuentes amenazas de muerte, Sharon sonrió y respondió: «No hay ninguno que se ajuste a mi talla». Era un consumidor diario de puros y alimentos de lujo. Numerosos intentos por parte de médicos, amigos y personal de imponerle una dieta equilibrada a Sharon fracasaron.
Sharon fue hospitalizado el 18 de diciembre de 2005, tras un accidente cerebrovascular isquémico menor. Durante su estancia en el hospital, los médicos descubrieron un defecto cardíaco que requería cirugía y ordenaron reposo en cama en espera de un cateterismo cardíaco programado para el 5 de enero de 2006. En cambio, Sharon regresó inmediatamente a trabajar y sufrió un derrame cerebral hemorrágico el 4 de enero de 2006. Lo llevaron de urgencia al Centro Médico Hadassah en Jerusalén. Después de dos cirugías que duraron 7 y 14 horas respectivamente, los médicos detuvieron la hemorragia en el cerebro de Sharon, pero no pudieron evitar que entrara en coma, quedándose en estado vegetativo del que nunca volvió a recuperarse.
Meses más tarde, fue trasladado desde el Hospital Ha-Dasah a otro centro médico ubicado en la ciudad de Tel-Aviv. Tras meses sin novedades sobre su salud, el 23 de julio de 2006 se informó, desde el Hospital Tel-Hashomer de Tel-Aviv, de que su estado de salud había empeorado a raíz de una insuficiencia renal. El 14 de agosto de 2006 se volvió a informar desde el hospital Tel-Hashomer de que el estado de salud de Sharón había empeorado a causa de una doble neumonía y que su vida corría grave peligro. Posteriormente, los médicos realizaron pruebas para determinar el curso de tratamiento.  Se descubrió una infección bacteriana en la sangre de Sharon. El 26 de julio de 2006, los médicos lo trasladaron a la unidad de cuidados intensivos , donde fue sometido a hemofiltración . Se administraron antibióticos por vía intravenosa para tratar la infección.  El 14 de agosto de 2006, los médicos informaron que la condición de Sharon había empeorado significativamente y que padecía neumonía en ambos pulmones.  El 29 de agosto de 2006, los médicos informaron que había sido tratado con éxito por su neumonía y que lo habían trasladado de cuidados intensivos a la unidad de cuidados a largo plazo.  
El 13 de abril de 2007, se informó que el estado de Sharon había mejorado ligeramente y que, según su hijo Omri, apenas respondía, era capaz de seguir las cosas con los ojos y reafirmar las manos. Omri dijo que su padre miraba televisión en la cama, principalmente National Geographic y otros programas de naturaleza.  El 27 de octubre de 2009, su médico informó que todavía estaba en coma pero en condición estable. 
El 12 de noviembre de 2010, Ariel Sharon fue trasladado del centro de atención a largo plazo a su casa cerca de la localidad de Sderot en el norte del desierto del Neguev, en estado vegetativo para un período de 48 horas, la primera de cinco visitas domiciliarias previstas. La visita tuvo como objetivo comprobar que el equipo médico instalado allí funcionaba correctamente. El plan final era devolverlo a casa permanentemente con tratamiento las 24 horas del día por parte de cuidadores médicos. 

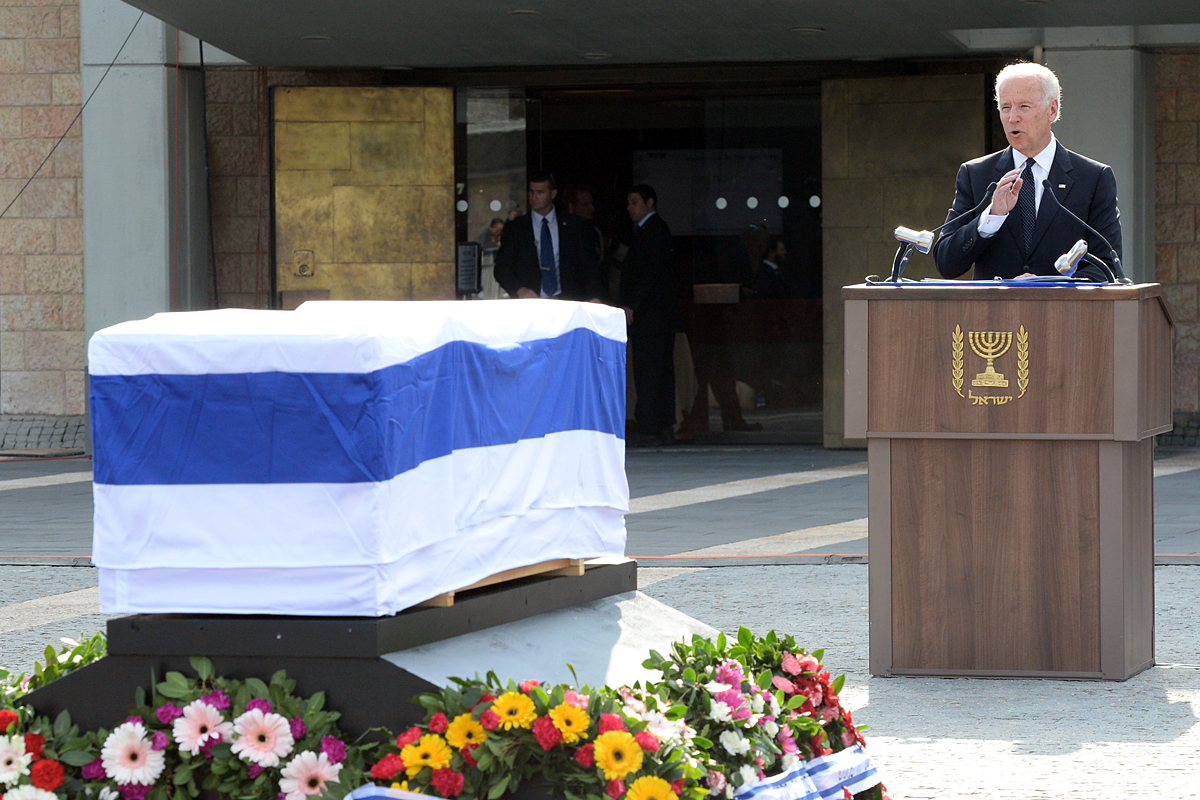
El entonces vicepresidente de los Estados Unidos Joe Biden, pronuncia un discurso en el funeral de estado del ex primer ministro israelí Ariel Sharón en Jerusalén, el 13 de enero de 2014.

El 27 de enero de 2013, se informó que Sharon se había sometido a pruebas en el Centro Médico Soroka con una máquina de imágenes por resonancia magnética funcional (FMRI), durante las cuales se le mostraron fotografías de la familia y se reprodujo una grabación de la voz de su hijo Gilad. Las pruebas mostraron una actividad cerebral «significativa», aunque pruebas adicionales no pudieron demostrar conciencia. 
El sábado 11 de enero de 2014 falleció tras un fallo cardíaco con 85 años de edad, habiendo estado ocho años en coma profundo y en virtual estado vegetativo. Tuvo un funeral de estado al que acudieron numerosas personalidades políticas extranjeras como el vicepresidente de los Estados Unidos de América, Joe Biden, el ex primer ministro británico Tony Blair (1997-2007), el ex primer ministro de los Países Bajos, Wim Kok (1994-2002), el perenne ministro de asuntos exteriores de Rusia, Serguéi Lavrov, el primer ministro de la República Checa, Jiří Rusnok y el ministro de Relaciones Exteriores de Alemania, Frank-Walter Steinmeier entre otros. Fue enterrado junto a su segunda esposa Lily en su granja.

## Relaciones familiares de Sharón

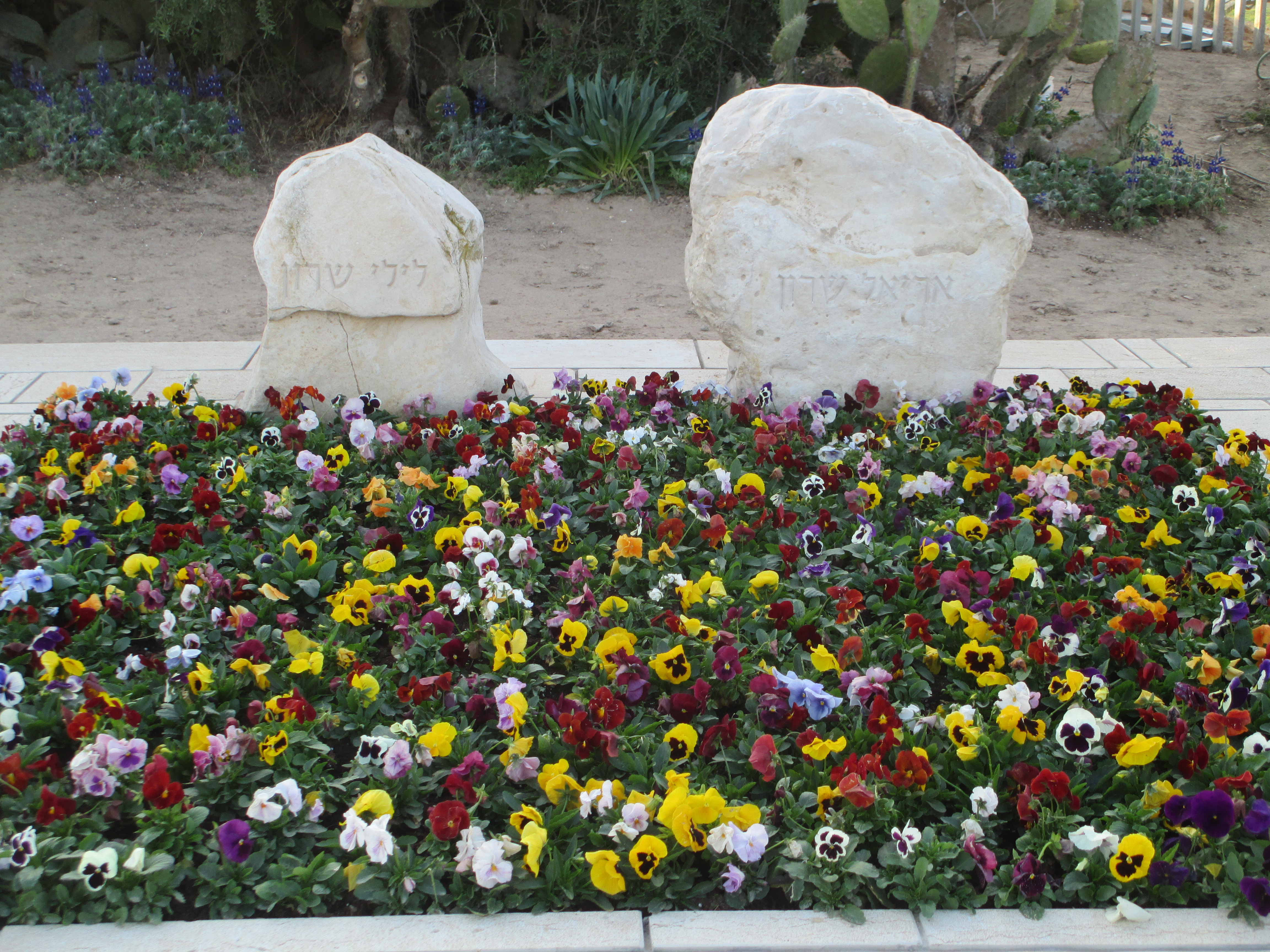
Tumbas de Ariel y Lily Sharón.

Ariel Sharón se casó dos veces, la primera con Margalit, con la que tuvo un hijo, Gur Sharón. Margalit falleció en un accidente de tráfico en el año 1962, y su hijo Gur murió accidentalmente en 1967, cuando jugaba con el rifle de su padre. Sharón se casó posteriormente con Lily, hermana menor de Margalit, con la que tuvo dos hijos, Omri y Gilad. Lily Sharón murió en el año 2000. 
Tanto su primera esposa,así como su hijo fallecidos están enterrados en la Granja de Shikmin. El área en torno a las tumbas de Ariel y Lily Sharón está abierta al público.
| Predecesor: Menachem Begin     | Ministro de Defensa de Israel 1981-1983                       | Sucesor: Menachem Begin       |
| Predecesor: Gideon Patt        | Ministro de Industria, Comercio y Trabajo de Israel 1984-1990 | Sucesor: Moshe Nissim         |
| Predecesor: David Levy         | Ministro de Vivienda y Construcción de Israel 1990-1992       | Sucesor: Binyamin Ben-Eliezer |
| Predecesor: David Levy         | Ministro de Energía e Infraestructuras de Israel 1996-1999    | Sucesor: Yitzhak Levy         |
| Predecesor: David Levy         | Ministro de Asuntos Exteriores de Israel 1998-1999            | Sucesor: David Levy           |
| Predecesor: Benjamín Netanyahu | Líder de Likud 1999-2005                                      | Sucesor: Benjamín Netanyahu   |
| Predecesor: Ehud Barak         | Primer ministro de Israel 2001-2006                           | Sucesor: Ehud Ólmert          |
| Predecesor: Ephraim Sneh       | Ministro de Transportes de Israel 2002                        | Sucesor: Tzachi Hanegbi       |
| Predecesor: Ofir Pines-Paz     | Ministro del Interior de Israel 2005-2006                     | Sucesor: Roni Bar-on          |
| Predecesor: Cargo creado       | Líder de Kadima 2005-2006                                     | Sucesor: Ehud Ólmert          |